# Longevelle
Longevelle település Franciaországban, Haute-Saône megyében. Lakosainak száma 119 fő (2022. január 1.). Longevelle Les Aynans, Aillevans, Gouhenans, Saint-Sulpice és Villafans községekkel határos.

## Népesség
A település népességének változása:
| Lakosok száma | 127  | 131  | 135  | 125  | 122  | 124  | 121  | 121  | 119  |
|               | 2013 | 2015 | 2016 | 2017 | 2018 | 2019 | 2020 | 2021 | 2022 |